# Красимир Русев
Красимир Иванов Русев е български шахматист с ЕЛО 2546 (януари 2009), международен майстор от 2006 г. и гросмайстор от 2008 г. Състезава се за „СКШ Спартак Плевен XXI“.

## Шахматна кариера
През 2005 г. участва в приятелския мач България-Турция, проведен в Свиленград. Състезава се на трета дъска и постига успех срещу опонента си Мерт Ердогду с 1,5:0,5.
През 2006 г. става вицешампион по шахмат на България. Същата година e награден от ФИДЕ със звание международен майстор.
Спечелва 29-ия открит шампионат на България, проведен в Пловдив през 2007 г. В проведените девет кръга на състезанието, Русев събира 7,5 точки и оставя зад себе си Юлиян Радулски, Момчил Николов, Мариян Петров и Евгени Янев, всичките с по 7 точки.
През 2007 г. участва в поредица от турнири в Испания, където се представя много добре и завършва винаги в горната част на таблицата с крайното класиране. Същата година участва на международния турнир в португалския град Фигейра да Фош, където се състезава заедно със сънародника си Владимир Димитров. Двамата записват по 6 точки от 9 кръга и делят 5-10 място, оставайки на една точка зад победителя Антон Ковальов.
Участва на Европейското първенство в Пловдив, където постига резултат от 5,5 т. и завършва на 191-ва позиция в крайното класиране след 11 кръга. През 2008 г. участва на международния турнир „Созина 2008“, проведен в черногорския град Бар, където е един от двамата български шахматисти, участващи в турнира. Русев постига 5,5 точки от 9 партии и завършва на осмо място. На индивидуалното първенство на България през 2008 г. завършва на трето място, имайки равен брой точки с четвъртия Момчил Николов (8,5/10 т.).
През 2008 г. получава гросмайсторско звание. Задължителните три норми ги покрива същата година, както следва: Пловдив („72-ро индивидуално първенство на България“), Оренс (17-и открит международен турнир „Cidade Das Burgas“) и София („Мемориален турнир ГМ Милко Бобоцов“).

## Турнирни резултати
- 2005 –  Стара Загора (3 м. на Мемориал „Васил Калчев“ и равен брой точки със Спас Кожухаров, Момчил Николов, Петър Орев, Тодор Галунов и Владимир Петков)[9]
- 2005 –  Видин (1 м. на Мемориал „Найден Войнов“ и равен брой точки с втория Петър Дренчев)[10]
- 2006 –  Пловдив (1 м. на Мемориал „Георги Трингов“ и равен брой точки с втория Кирил Бадев)[11]
- 2006 –  София (3 м. на Мемориал „Никола Бахаров“ и равен брой точки с втория Калин Каракехайов)[12]
- 2007 –  Камбадос (1-3 м. с Валентин Йотов и Илмарс Старостиц)[13]
- 2007 –  Ферол (2 м. на половин точка зад победителя Юлиян Радулски)[14]
- 2007 –  Артейхо (3-4 м. с Владимир Димитров на Мемориал „Артемихо Пениде“)[15]
- 2007 –  Мон дьо Марсан (3 м. с резултат 7/9 т.)[16]
- 2007 –  Слънчев бряг (1 м. на Мемориал „Георгиев-Кесаровски“ с резултат 8/9 т.)[17]
- 2008 –  Асеновград (2 м. на Мемориал „Христо Млечев“)[18]
- 2008 –  Слънчев бряг (1 м. на Мемориал „Георгиев- Кесаровски“)[19]
- 2008 –  София (2 м. на Мемориал „ГМ Милко Бобоцов“ с резултат 6,5/9 т.)[20]

## Участия на европейски отборни първенства
| Година | Организатор | Отбор       | Класиране (отборно) | Дъска         |
| 2003   | Пловдив     | България II | -                   | Четвърта      |
| 2005   | Гьотеборг   | България    | 33                  | Първа резерва |